# Karl Baldamus
Karl Baldamus (* 14. Oktober 1784 in Roßla; † 13. Dezember 1852 in Wien) war ein deutscher Jurist, Publizist, Lyriker, Erzähler und Dichter.

## Leben
Als Sohn eines Steuereinnehmers besuchte er von 1798 bis 1803 die Landesschule Pforta und promovierte 1806 an der Universität Wittenberg zum Dr. iur. Er wurde Bürgermeister in Bleckede an der Elbe, danach französischer Prokurator in Harburg a. d. Elbe, Advokat in Uelzen und Domänenverwalter in Bleckede. Der Mitgliedschaft in der französischen Geheimpolizei verdächtigt, geriet er 1813 in Untersuchungshaft, wurde aber bald freigesprochen.
Von 1815 bis 1825 war er als Advokat in Lüneburg und Hamburg tätig, bevor er als Sekretär zu Gentz nach Wien ging. 1825 konvertierte Baldamus zum Katholizismus und nahm den zweiten Vornamen Max an, wurde jedoch 1834 wieder protestantisch. 1834 bewarb er sich vergeblich um eine Professur an der neu gegründeten Universität Bern, wo er nach einem Kurzaufenthalt in Stuttgart zeitweilig geweilt hat. 
Als Rache auf seine Nichtannahme verfasste er unter dem Pseudonym Eugen von St. Alban 1835 eine Schmähschrift und 1836 ging er zurück nach Wien. Hier erhielt er auf persönliche Intervention Metternichs die Erlaubnis sich niederzulassen. Er wurde kaum noch schriftstellerisch tätig und blieb dort bis zu seinem Tod.
Karl Baldamus liegt auf dem Friedhof St. Helena in Baden bei Wien begraben.

## Bedeutung
Baldamus schrieb zahlreiche Gedichte, Kleinprosa und Romane, von denen jedoch die meisten längst in Vergessenheit geraten sind. Er beteiligte sich rege an der Produktion für Almanache und literarische Taschenkalender. In Romanen und Romanfragmenten verarbeitete er, das Junge Deutschland partiell schon antizipierend, kulturelle Themen u. Zeitfragen. Er trat auch als Übersetzer hervor, unter anderem von Mary Wollstonecraft Shelley und Lord Byron. Laut Goedeke gehörten sie jedoch zu den gehaltsvollsten und geistreichsten seiner Zeit.

## Werke
- Oskar und Theone, Lüneburg 1815
- Eranen, Lüneburg 1815
- Zeitsprossen, Sammlung von Sinngedichten. Hamburg 1818
- Oenotheren, Ein deutscher Liederkranz. Lüneburg 1821
- Hippolyte, Leipzig 1822
- Griechenlieder in: Neueste Gedichte, Hamburg 1823
- Ein Wort zu Griechenlands Ehrenrettung, Altona 1823
- Liebe und Tod, Leipzig 1826
- Wahnsinn und Liebe, Leipzig 1826
- Klänge nach Oben, Ein christlicher Liederkranz. Wien 1828
- Schmähschrift Bern wie es ist. Von Eugen v. St. Alban. 2 Bände, Leipzig: Hartmann 1835.